# Onora il padre e la madre
(Tagline del film)
Onora il padre e la madre (Before the Devil Knows You're Dead) è un film del 2007 diretto da Sidney Lumet, con protagonisti Ethan Hawke, Philip Seymour Hoffman e Albert Finney.

## Trama
New York. Andy Hanson, dirigente immobiliare disperatamente in cerca di denaro, convince il fragile e depresso fratello minore Hank, divorziato e, a causa dei suoi debiti, disperatamente in arretrato con gli alimenti della figlia, a rapinare la gioielleria di proprietà dei genitori a Westchester; Andy progetta il colpo, ma, non potendo occuparsene personalmente in quanto conosciuto nella zona, delega il fratello a compiere la rapina. Incapace però di compiere azioni delittuose Hank, all'insaputa di Andy, assolda Bobby, un delinquente senza scrupoli, perché esegua il colpo al posto suo, ritagliando per sé stesso la sola funzione di autista.
La rapina avrebbe dovuto essere rapida e senza spargimento di sangue, ma Bobby viene ferito da un colpo di pistola sparato per difesa da Nanette, l'anziana madre di Andy e Hank, che a sorpresa si trovava nella gioielleria per supplire all'assenza della commessa. Nella sparatoria che ne segue Bobby viene ucciso, mentre la madre finisce in coma profondo. Il padre Charles cerca insistentemente giustizia presso la polizia e nel frattempo, vista l'impossibilità di guarigione della moglie, prende la tragica decisione di staccare la spina alla macchina che tiene in vita Nanette.
I due fratelli annaspano nella complicata situazione che è venuta a crearsi: Andy, eroinomane, in crisi nel lavoro e tradito dalla bella moglie Gina, che da tempo ha una relazione proprio con suo fratello Hank, si rifugia nella droga, tentando di sfuggire ai problemi che emergono nel suo ufficio su fatture false e denaro sparito. Hank intanto viene riconosciuto dalla giovane vedova di Bobby, Chris, poiché quest'ultima lo ha visto in casa sua prima della rapina e lo ha collegato alla morte del marito. La donna insieme a suo fratello Dex, un rozzo delinquente, danno appuntamento a Hank per ricattarlo ed estorcergli diecimila dollari in cambio del silenzio.
Da quel momento gli eventi precipitano: Andy si reca dal suo spacciatore insieme a Hank e lo uccide, rubando il denaro contenuto in una cassaforte ed eliminando anche un suo cliente addormentato sul letto. Una volta giunti alla casa del ricattatore con i soldi, Andy prima finge una trattativa ma poi improvvisamente lo uccide e, mentre sta per sparare anche a Chris, viene fermato da Hank, che lo supplica di non farlo. Hank aggiunge anche che se avesse sparato alla donna, avrebbe poi dovuto ammazzare anche lui. Ormai fuori controllo, Andy punta la pistola verso il fratello, facendogli capire che sa del tradimento della propria amata moglie ma, un attimo prima di premere il grilletto, viene colpito da Chris.
Chris consente a Hank di fuggire via, prima che arrivi la polizia, ed egli scappa in stato confusionale, lanciandole mazzette di banconote per ringraziarla. Intanto Charles, che seguiva i due figli, appostato fuori dall'appartamento vede uscire prima Hank sconvolto mentre corre via e, poco dopo, Andy in barella scortato dai sanitari e dalla polizia. Avendo saputo, qualche giorno prima, della colpevolezza del figlio da un trafficante di diamanti, dal quale Andy si era recato per vendere la refurtiva, Charles lo raggiunge in ospedale. Andy è nella sua camera, sofferente, collegato ai dispositivi medicali, ma trova la forza per confessare al padre il piano tremendo del furto alla gioielleria, andato tragicamente storto. Il padre lo accarezza sulla fronte, gli dice di non preoccuparsi più, ma quando questi si addormenta, lo soffoca con un cuscino simulando un arresto cardiaco. Allertati i medici, si allontana.

## Accoglienza
- Il film ha incassato 73837 $ nel weekend d'apertura (12 ottobre 2007, al New York Film Festival) in USA[1]; in totale, ha incassato al botteghino mondiale più di 25 milioni di dollari[2]

## Riconoscimenti
- Satellite Awards 2007: miglior cast;
- Central Ohio Film Critics Association Awards 2007: attore dell'anno (Philip Seymour Hoffman);
- Nastri d'argento 2008: miglior film extraeuropeo.

## Curiosità
- Il titolo originale è una parte dell'antico detto irlandese "May you be in heaven half an hour before the devil knows you're dead", traducibile come "Che tu possa arrivare in paradiso mezz'ora prima che il diavolo si accorga che sei morto".
- La trama del film è narrata in modo cronologicamente destrutturato, con l'uso di flashback nella linea temporale degli avvenimenti.
- È l'ultimo film del cineasta Sidney Lumet, deceduto nel 2011.